# ریل‌گان
رِیل‌گان (انگلیسی: Railgun) یک وسیله موتور خطی می‌باشد که به‌طور معمول به عنوان سلاح طراحی می‌شود و از نیروی الکترومغناطیسی برای پرتاب گلوله‌های با سرعت بالا استفاده می‌کند. به‌طور معمول پرتابه حاوی مواد منفجره نیست، در عوض برای ایجاد خسارت به سرعت، جرم و انرژی جنبشی متکی است. ریل‌گان از یک جفت رسانه موازی (ریل‌ها) استفاده می‌کند، که در امتداد آن یک آرمیچر کشویی با اثرات الکترومغناطیسی جریانی که از یک ریل به پایین می‌رود، به داخل آرمیچر و سپس در امتداد ریل دیگر تسریع می‌شود. این اصول بر اساس اصول موتور هموپلار استوار است.

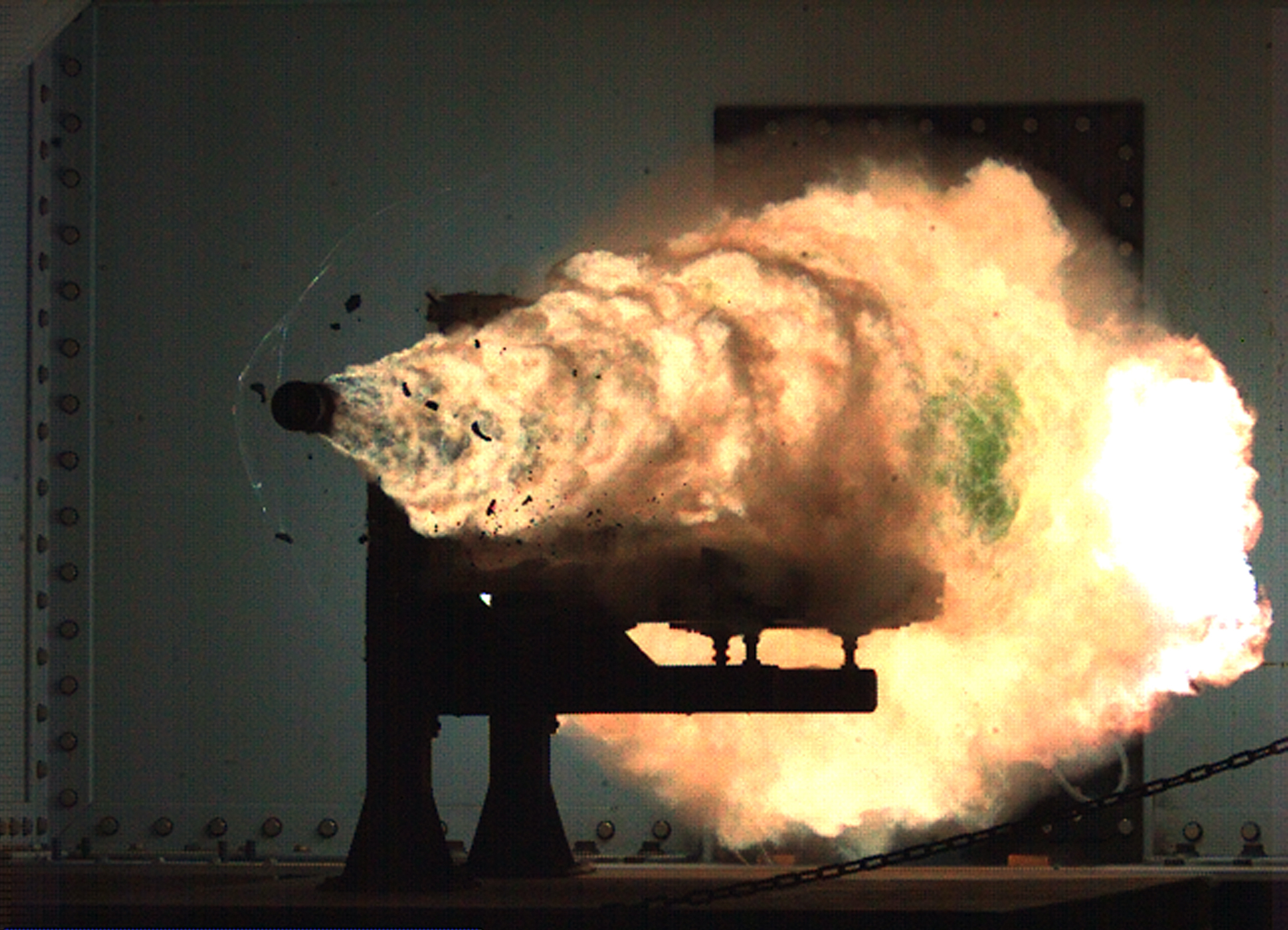
شلیک آزمایشی به مرکز جنگ سطح زمینی ایالات متحده لشکر دالگرن در ژانویه ۲۰۰۸